# Benefaktiv
Der Benefaktiv ist eine semantische Rolle, die oft in der Deklination durch einen Kasus ausgedrückt wird. Der Begriff bezeichnet Handlungsteilnehmer, die Nutznießer (oder Geschädigte) einer Handlung sind. In vielen Sprachen gibt es hierfür keinen eigenen Kasus, sondern es wird, wie auch im Deutschen, der Dativ verwendet. Das Baskische jedoch verwendet hierfür ein Suffix -(r)entza(t) anstelle des Dativs, der mit -ri gebildet wird. Auch in anderen Sprachen, wie z. B. dem Quechua, kommt diese Form vor. In der Beschreibung des Tamil wird der Benefaktiv (gebildet aus der Kombination des Dativs mit dem Suffix -āka) bisweilen als eigener Kasus gezählt, auch wenn dies in der traditionellen Grammatik nicht üblich ist.
Ein Beispiel aus dem Baskischen:
| liburu-a                        | lagun-entza-ko               | da  |
| Buch-das                        | Freund-Benefaktiv-Relational | ist |
| „Das Buch ist für die Freunde.“ |                              |     |